# Arias-Stella-Phänomen

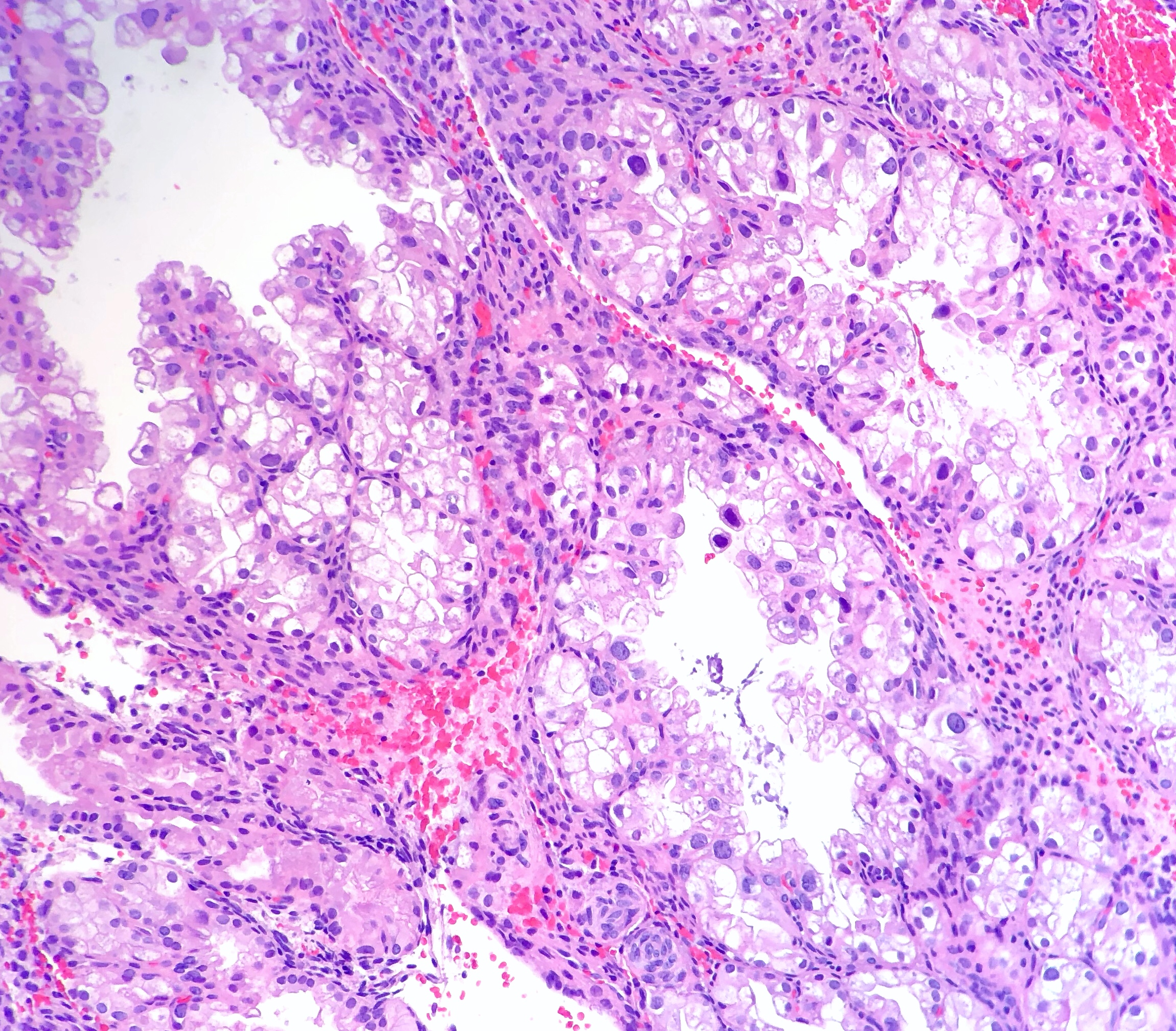
Mikroskopische Aufnahme der Arias-Stella-Reaktion im Endometrium

Arias-Stella-Phänomen, auch Arias-Stella-Reaktion, ist ein Begriff, der von Pathologen für bestimmte Veränderungen der Gebärmutterschleimhaut verwendet wird. Es handelt sich um ein Nebeneinander von Proliferation (Wachstum) und Sekretion. Das Gewebe ist örtlich dezidual verändert, die Nucleoli der Zellen sind vergrößert und hyperchromatisch, das Zytoplasma vermehrt mit zahlreichen Vacuolen. Diese Veränderungen entstehen unter Hormoneinfluss während der Schwangerschaft und werden typischerweise nach einem Schwangerschaftsabbruch im Abradat gefunden. Auch durch eine Extrauteringravidität wird das Arias-Stella-Phänomen verursacht. Die atypischen Zellen können dann mit den Zellen eines klarzelligen Karzinoms verwechselt werden.
Die Veränderungen wurden 1954 von dem peruanischen Pathologen Javier Arias-Stella erstmals beschrieben.